# Bertreville-Saint-Ouen
Bertreville-Saint-Ouen is een gemeente in het Franse departement Seine-Maritime (regio Normandië). De gemeente telt 285 inwoners (1999). De plaats maakt deel uit van het arrondissement Dieppe.

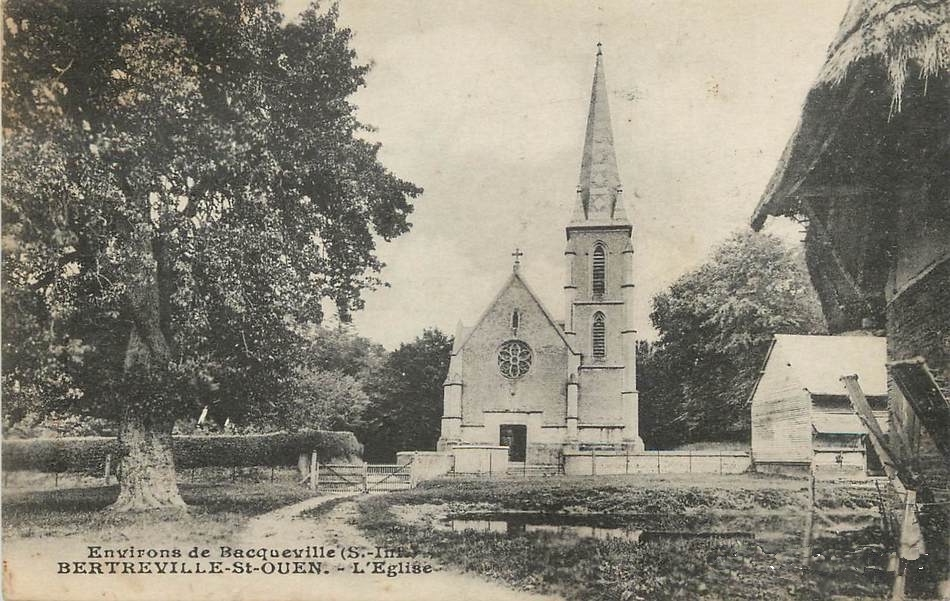
Église Saint-Michel

## Geschiedenis
Oude vermeldingen van de plaats gaan terug tot 1024-1026 als In Berteric villa en tot 1142 als In Bertrivilla. De 18de-eeuwse Cassinikaart toont hier het dorp Bertreville.
Op het eind van het ancien régime eind 18de eeuw, toen de gemeenten werden gecreëerd, werd Bertreville een gemeente.
In 1823 werd buurgemeente Saint-Ouen-Prend-en-Bourse aangehecht bij Bertreville, dat in Bertreville-Saint-Ouen werd hernoemd.

## Geografie
De oppervlakte van Bertreville-Saint-Ouen bedraagt 6,7 km², de bevolkingsdichtheid is 42,5 inwoners per km².
De onderstaande kaart toont de ligging van Bertreville-Saint-Ouen met de belangrijkste infrastructuur en aangrenzende gemeenten.

## Bezienswaardigheden
- De Église Saint-Michel

## Demografie
Onderstaande figuur toont het verloop van het inwonertal (bron: INSEE-tellingen).

## Verkeer en vervoer
Door het oosten van de gemeente loopt van noord naar zuid de weg van Dieppe naar Rouen (N27).